# 何湾镇
何湾镇，是中华人民共和国安徽省芜湖市南陵县下辖的一个乡镇级行政单位。

## 行政区划
何湾镇下辖以下地区：
七星河社区、涧滩村、顺冲村、何湾村、前官村、涧西村、钱桥村、呈祥村、合村、丫山村、黄山村、南山村、龙山村、西山村、铁山村、青山村、绿岭村、久胜村、幸福村和团结村。